# Araeoncus galeriformis
Araeoncus galeriformis es una especie de araña araneomorfa del género Araeoncus, familia Linyphiidae. La especie fue descrita científicamente por Tanasevitch en 1987.
La longitud del cuerpo del macho es de 2,38 milímetros y de la hembra 2,13 milímetros. La especie se distribuye por Rusia (Cáucaso) y Azerbaiyán.